# Sam Bewley
Samuel Ryan Bewley (conocido como Sam Bewley; Rotorua, 22 de julio de 1987) es un deportista neozelandés que compitió en ciclismo en las modalidades de pista, especialista en la prueba de persecución por equipos, y ruta.
Participó en dos Juegos Olímpicos de Verano, en los años 2008 y 2012, obteniendo una medalla de bronce en cada participación, ambas en la prueba de persecución por equipos (en Pekín 2008 junto con Hayden Roulston, Marc Ryan y Jesse Sergent y en Londres 2012 con Marc Ryan, Jesse Sergent y Aaron Gate).
Ganó dos medallas de bronce en el Campeonato Mundial de Ciclismo en Pista, en los años 2010 y 2012.
En carretera obtuvo una medalla de bronce en el Campeonato Mundial de Ciclismo en Ruta de 2012 en la prueba de contrarreloj por equipos.

## Medallero internacional

### Ciclismo en pista
| Juegos Olímpicos   | Juegos Olímpicos      | Juegos Olímpicos  | Juegos Olímpicos        |
| Año                | Lugar                 | Medalla           | Competición             |
| ------------------ | --------------------- | ----------------- | ----------------------- |
| 2008               | Pekín (China)         | Medalla de bronce | Persecución por equipos |
| 2012               | Londres (Reino Unido) | Medalla de bronce | Persecución por equipos |
| Campeonato Mundial |                       |                   |                         |
| Año                | Lugar                 | Medalla           | Competición             |
| 2010               | Ballerup (Dinamarca)  | Medalla de bronce | Persecución por equipos |
| 2012               | Melbourne (Australia) | Medalla de bronce | Persecución por equipos |

### Ciclismo en ruta
| Campeonato Mundial | Campeonato Mundial        | Campeonato Mundial | Campeonato Mundial       |
| Año                | Lugar                     | Medalla            | Competición              |
| ------------------ | ------------------------- | ------------------ | ------------------------ |
| 2012               | Valkenburg (Países Bajos) | Medalla de bronce  | Contrarreloj por equipos |

## Palmarés

### Pista
2007 (como amateur)
- 2.º en el Campeonato Oceaníco Persecución por Equipos

2008 (como amateur)
- 3.º en el Campeonato Olímpico Persecución por Equipos

2010
- 3.º en el Campeonato Mundial Persecución por Equipos

2011
- 3.º en el Campeonato Oceánico Persecución Individual
- Campeonato Oceánico Persecución por Equipos (con Aaron Gate, Marc Ryan y Jesse Sergent)
- 3.º en el Campeonato Oceánico Carrera por Puntos

2012
- 3.º en el Campeonato Mundial Persecución por Equipos
- 3.º en el Campeonato Olímpico Persecución por Equipos

### Carretera
2006
- 1 etapa del Tour de Southland

2012
- 1 etapa de la New Zealand Cycle Classic

## Resultados en Grandes Vueltas y Campeonatos del Mundo
Durante su carrera deportiva consiguió los siguientes puestos en las Grandes Vueltas y en los Campeonatos del Mundo en carretera:
| Carrera              | Carrera              | 2009 | 2010 | 2011 | 2012 | 2013 | 2014  | 2015  | 2016  | 2017  | 2018  | 2019  | 2020 | 2021 | 2022 |
| -------------------- | -------------------- | ---- | ---- | ---- | ---- | ---- | ----- | ----- | ----- | ----- | ----- | ----- | ---- | ---- | ---- |
|                      | Giro de Italia       | —    | —    | —    | —    | —    | —     | 122.º | 123.º | —     | 130.º | —     | —    | —    | —    |
|                      | Tour de Francia      | —    | —    | —    | —    | —    | —     | —     | —     | —     | —     | —     | Ab.  | —    | —    |
|                      | Vuelta a España      | —    | —    | —    | —    | Ab.  | 135.º | —     | 140.º | 143.º | —     | 100.º | —    | —    | —    |
| Mundial en Ruta      | Mundial en Ruta      | —    | —    | —    | —    | Ab.  | —     | Ab.   | —     | —     | Ab.   | —     | —    | —    | —    |
| Mundial Contrarreloj | Mundial Contrarreloj | —    | —    | —    | 31.º | 56.º | —     | 43.º  | —     | —     | —     | —     | —    | —    | —    |

| —: No participó | Ab: Abandono |

## Equipos
- Trek Livestrong U23 (2009)
- Team RadioShack (2010-2011)
- Orica/Mitchelton/BikeExchange (05.2012-2022)
  - Orica-GreenEDGE (2012-2016)
  - Orica-BikeExchange (2016)
  - Orica-Scott (2017)
  - Mitchelton-Scott (2018-2020)
  - Team BikeExchange (2021)
  - Team BikeExchange-Jayco (2022)